# Hemithea punctifimbria
Hemithea punctifimbria is een vlinder uit de familie spanners (Geometridae). De wetenschappelijke naam van deze soort is voor het eerst geldig gepubliceerd in 1896 door Warren.
De soort komt voor in tropisch Afrika.